# Премия имени императора Петра Великого
Премия имени императора Петра Великого — была учреждена в память 200-летия со дня рождения Петра I в 1873 году.

## Учреждение премии
Учёный комитет Министерства народного просвещения предложил учредить награду «за лучшие учебные руководства и пособия для средних и низших учебных заведений и за книги для народного чтения». Государственный совет поддержал инициативу и 15 мая 1873 года постановил ежегодно выделять на выдачу премий, начиная с 1874 года, по 5 тысяч рублей и, дополнительно, на выдачу золотых медалей рецензентам поступающих на соискание премии сочинений — по 500 рублей (10 медалей в 50 рублей). Положение о премиях было утверждено министром народного просвещения 4 августа 1873 года. Им было предусмотрено выдавать четыре премии; две большие по 2 тысячи рублей и две малые по 500 рублей. Причём одна большая и одна малая премии должны были выдаваться за гимназические учебники, а две другие, поочерёдно: в одном году — за учебные руководства и пособия по курсам реальных училищ и начальных народных училищ, а в другом году — за книги для народного чтения. Сочинения могли представляться на конкурс как в печатном, так и рукописном виде.

## Присуждение премии
- 1-е: Большая — Р. Фохт «Материалы для упражнения в переводе с русского языка на латинский»;
- 2-е: малая — Э. Э. Кесслер «Синтаксис латинского языка по немецким источникам»
- 3-е: малая — Я. Г. Гуревич «История Греции» и «История Рима»;
- 4-е: малая — А. Я. Герд «Краткий курс естествоведения для гимназий»
- 5-е: Большая — Скворцов «Домашняя гигиена» и В. М. Флоринский «Домашняя медицина»; малая — Шмид «Одиссея Гомера с объяснениями»
- 6-е: Большая — С. Ф. Опацкий «Латинский синтаксис в объёме гимназического курса»; малая — Г. А. Тиме «Плоская тригонометрия для гимназий»
- 7-е: малая — Л. И. Поливанов «Методическая русская хрестоматия»; малая — Затворницкий «Пастырский голос»
- 8-е: Большая — М. О. Коялович «Чтения по истории Западной России»; большая — Е. Е. Замысловский"Учебный атлас по русской истории"; малая — С. Рождественский «Отечественная история в картинах для школы и дома»; малая — И. И. Штуцер «Курс географии Европы для старших классов средних учебных заведений»
- 9-е: Большая — А. Д. Вейсман «Греко-русский словарь»; малая — Гофман «de imperio Gn. Pompeii» и «pro Sexto Roscio Amerino»; малая — А. И. Успенский «Пчеловодство. Самоучитель»;
- 10-е: малая — Цейдлер и Прейсс «Синтаксис немецкого языка для высших классов средних учебных заведений»;
- 11-е: малая — Н. И. Билибин «Алгебра Бертрана»;
- 12-е: Большая — Л. И. Поливанов «Сочинения Пушкина с объяснением их…»; большая — М. Н. Петров «Лекции по всемирной истории»; малая — К. И. Турчаковский «Учебник начальной географии»
- 13-е: Большая — В. В. Мусселиус «Русско-латинский словарь»; малая — Л. Миллер «Q. Horatii Flacci carmina. Оды и эподы»
- 14-е: малая — Ковалевский «Учебник физики»
- 15-е: Большая — Tacchella «Dictionnarie etymologique francais-russe»; малая — Еше «Немецкий синтаксис»;
- 16-е: Большая — Н. А. Шапошников «Курс прямолинейной тригонометрии…» и он же вместе с Н. К. Вальцовым «Сборник алгебраических задач»; малая — А. И. Незеленов «История русской словесности»
- 17-е: Большая — К. Д. Краевич «Физика» (под ред. Ефимова; изд. 12-е)
- 18-е: Большая — К. В. Шарнгорст «Математическая география» и «Введение в астрономию»; большая — П. Г. Виноградов «Книга для чтения по истории средних веков»; малая — И. И. Александров «Методы решения геометрических задач на построение и сборник геометрических задач…»
- 19-е: Большая — Флеров «Грамматика древнего церковно-славянского языка сравнительно с русским»; малая — Ланге «Учебник логики»
- 20-е: Большая — В. Д. Сиповский «Родная старина в рассказах и картинах»; большая — Баранов «Добрые семена»
- 21-е: малая — К. Д. Покровский «Путеводитель по небу»;